# Acacia sericata
Acacia sericata é uma espécie de leguminosa do gênero Acacia, pertencente à família Fabaceae.